# Коэн, Тамир
Тамир Коэн (ивр. תמיר כהן‎; род. 4 марта 1984, Тель-Авив, Израиль) — израильский футболист, полузащитник. Выступал в сборной Израиля. Сын израильского футболиста Ави Коэна.

## Клубная карьера

### Ранняя карьера
Коэн начал свою карьеру в молодёжной команде «Маккаби» из Тель-Авива, с которой выиграл чемпионат среди молодёжных команд. Его первая игра в израильской Премьер-лиге состоялась в ноябре 2002 года: «Маккаби» обыграл 1:0 над «Бней-Иегуду» в Тель-Авиве, а Коэн вышел на замену. Он забил свой первый гол в матче против «Маккаби» из Петах-Тиквы 2"1 в Кубке Тото, гол Коэна принёс его команде победу.
11 января 2007 года Коэн переехал в «Маккаби» из города Нетания.

### «Болтон Уондерерс»
1 января 2008 года Коэн перешёл в английской Премьер-лиги «Болтон Уондерерс» за плату в £ 39,000. Он дебютировал за новый клуб в матче Кубка Англии против «Шеффилд Юнайтед» (0:1) и получил № 25, ранее принадлежавший Абдулаю Диань-Файю. Свой первый гол в Англии Коэн забил 2 марта 2008 года в матче против бывшего клуба своего отца, «Ливерпуля», на стадионе «Reebok», который закончился 3:1 в пользу «Ливерпуля». 25-летний Коэн провёл 11 матчей в своём первом сезоне в английском футболе.
В сезоне 2008-09 Коэн играл второстепенную роль в «Болтоне», что во многом было связано с лечением давней травмы бедра, выбившей его из строя на пять месяцев. Израильтянин в конце концов вернулся к первую команду в конце сезона и вышел в основе против «Астон Виллы» 25 апреля. Коэн аккуратно действовал в опорной зоне полузащите и помог Болтону заработать важное очко. Коэн выразил надежду, что его проблемы с травмами теперь позади и что фанаты Уондерерс увидят ещё более яркие матчи в его исполнении в сезоне 2009-10.
Коэн был отпущен Болтоном в конце сезона 2010-11, после трёх с половиной лет пребывания в клубе.

### Возвращение в Израиль
8 августа 2011 года Коэн подписал 4-летний контракт с израильским «Маккаби» из Хайфы. Он отверг предложение от греческого «Панатинаикоса», чтобы поиграть на родине и быть ближе к своей семье. Тамир получил самый высокий оклад в новом клубе.
Сыграв за два сезона за Маккаби всего 17 матчей, Коэн в 2013 году перешёл в раананский «Хапоэль».

## Карьера в сборной
Коэн сыграл 7 матчей за национальную команду Израиля до 21 года и 21 матч за главную команду своей страны.

## Личная жизнь
Коэн также имеет итальянский паспорт благодаря своим итальянским корням. Гражданство Европейского Союза даёт ему возможность играть за футбольные клубы ЕС без ограничений, налагаемых на иностранцев.
Коэн является сыном игрока «Маккаби» (Тель-Авив) и «Ливерпуля» Ави Коэна. После роковой для отца аварии на мотоцикле в декабре 2010 года Тамир прилетел в Израиль, чтобы быть у постели отца. 24 апреля 2011 года Коэн, празднуя победный гол в ворота Арсенала, показал майку с портретом отца.

## Достижения
Маккаби Тель-Авив
- Чемпионат Израиля по футболу: 2002/03
- Кубок Израиля по футболу: 2004/05